# Крум Тошев
Крум Тошев (народився 16 лютого 1912 року в Прилепі — помер в Скоп'є 1976) — македонський славіст, македоніст і університетський професор.

## Життєпис
Крум Тошев завершив гімназію в Бітолі, а потім закінчив філософський факультет в Белграді (1937). Працював професором в Даниловграді, Струміці і Слатині. Був членом комісії по кодифікації македонської літературної мови, членом першої редакційної ради на новооствореному Державному македонському видавництві. Бувши професором він провів перший клас студентів новоствореного факультету філософії в Скоп'є. Був завідувачем кафедри національної літератури Інституту фольклору та першим директором Інституту македонської мови «Krste Misirkov». Редактор видань «Македонська мова» та «Літературне слово». Співавтор першого «Македонського словника орфографічного правопису». Крім того, автор численних книг, підручників з македонської мови та літератури для початкової та середньої школи. А також автор багатьох наукових робіт щодо фонологічної і граматичної системи македонської літературної мови.